# 페팃 국립 빙상 센터
페팃 국립 빙상 센터(Pettit National Ice Center)는 미국 위스콘신주 밀워키에 있는 실내 빙상 스케이트 경기 시설로, 2개의 국제 규격 수준의 아이스링크와 400m 타원 스피드 스케이팅 경기장을 갖추고 있다. 위스콘신주 페어 파크에 인접해 있는 이곳은 1993년 1월 1일 문을 열었고, 건물 이름은 밀워키 독지가 제인과 로이드 페팃의 이름에서 따왔다.